# Forum Suarium
Forum Suarium var marknaden för fläskkött i antikens Rom, belägen på Marsfältet, strax öster om Via Lata. Marknaden omnämns för första gången i en inskription från cirka år 200 e.Kr.